# Aixot Nadanian
Aixot Nadanian (armeni: Աշոտ Նադանյան; rus: Ашот Наданян; nascut el 19 de setembre de 1972) és un Mestre Internacional d'escacs armeni (1997), teòric dels escacs i entrenador d'escacs.
Els seus majors èxits han estat en la teoria d'obertures i com a entrenador. Dues variants d'obertura s'anomenen en honor seu: la Variant Nadanian de la defensa Grünfeld i l'Atac Nadanian a l'obertura del peó de dama. Va començar a entrenar a l'edat de 22 anys i ha format tres Grans Mestres. Ha entrenat els equips nacionals de Kuwait i Singapur i va ser guardonat amb els títols entrenador honorable d'Armènia el 1998 i entrenador FIDE el 2007. Des del 2011, ha estat permanentment un segon de Levon Aronian.
Malgrat ser un fort jugador que va competir en l'Olimpíada d'escacs de 1996, i per poc no va poder classificar-se pel Campionat del món d'escacs de 1999 de la FIDE, mai no ha complert amb el seu potencial. D'acord amb Valeri Txékhov, Nadanian "té un enorme potencial d'escacs, però no va ser capaç de trobar temps suficient per treballar professionalment en el seu joc". Levon Aronian, va dir que a causa de la situació d'Armènia, Nadanian "no va ser capaç de mostrar tan sols una desena part del seu talent de joc".
A causa del seu estil d'atac imaginatiu, Nadanian ha estat descrit com un "brillant excèntric", l'"Armeni Tal" i "mig germà de Kaspàrov" El sisè capítol del llibre de Tibor Károlyi del 2009 Genius in the Background és dedicada a Nadanian.

## Primers anys
Nadanian va néixer el 19 de setembre de 1972 a Bakú, RSS Azerbaidjan, que aleshores era part de l'URSS, de Sergei i Irina, ambdós perruquers. El seu pare li va ensenyar a jugar a escacs quan tenia set anys. El seu primer entrenador va ser Rafael Sarkisov, qui el va prendre com a alumne a l'Spartak a Bakú. En el seu article The Voiceless Old Man, Nadanian explica que quan tenia nou o deu anys gairebé no hi havia torneig d'escacs en el qual els jugadors joves poguessin jugar amb la gent gran i, per tant, sovint havien d'anar al parc de prop de casa a jugar a escacs amb els amants dels escacs de major edat. Recorda que en una d'aquestes batalles de parc va jugar contra un misteriós i estrany senyor, que va resultar ser el campió d'escacs molt respectat Vladímir Makogónov El 1986 i el 1987 Nadanian va guanyar el Campionat d'Azerbaidjan sub16. Amb l'inici de la Guerra de Nagorno-Karabakh el 1988, la seva família va ser forçada a deixar Bakú i fugir d'Armènia.

## Carrera d'escacs
Nadanian va jugar al Campionat de la joventut de la Unió Soviètica del 1987, 1988 i 1989, en el Campionat d'escacs d'Armènia del 1997, 1998 i 1999 (lloc 7è–8è), a l'Olimpíada d'escacs de 1996 a Erevan el 1996, en la 13a Copa d'Europa de clubs d'escacs del 1997, en el torneig Zonal a Panorm el 1998, on va ocupar el lloc 7è–11è de 72 participants, en el Campionat d'Europa d'escacs individual del 2000 i 2014 i en el Campionat del món de la FIDE d'escacs ràpids i blitz el 2013 a Khanti-Mansisk. El 2014, va jugar en el quart tauler, va ajudar que el seu equip BKMA Yerevan de guanyar la medalla de plata el Campionat d'escacs per equips d'Armènia.
Altres performances:
| - Obert Częstochowa, Polònia, 1992: 1r–2n; - Obert Tbilisi, Geòrgia, 1996: 1r; - Obert Pasanauri, Geòrgia, 1997: 1r–2n; - Campionat Obert de Nova York (Torneig B), Estats Units, 1998: 4t–7è; - Aeroflot Open (Torneig A), Moscou, Rússia, 2002: 35è; - Memorial Estrin, Moscou, Rússia, 2002: 5è; - Aeroflot Open (Torneig B), Moscou, Rússia, 2004: 5è–15è; - Memorial Goldberg, Moscou, Rússia, 2004: 2n–3r; - Obert IGB Dato Arthur Tan Malaysia, Kuala Lumpur, Malàisia, 2006: 6è–10è; | - Circuit de Mestres GMB ASEAN, Tarakan, Indonèsia, 2008: 2n–3r; - IGB Dato Arthur Tan Malaysia Open, Kuala Lumpur, Malaysia, 2008: 3r–7è; - Torneig Obert d'escacs de Korea, Seül, Corea del Sud, 2008: 6è–10è; - Campionat d'escacs ràpids de Singapore, Singapore, 2010: 2n; - Campionat d'escacs Ciutat d'Erevan, Armènia, 2011: 2n–4t; - Memorial Karèn Asrian, Djermuk, Armenia, 2011: 7è–13è; - Memorial Andranik Margaryan, Erevan, Armènia, 2012: 2n–4t; - Campinat d'escacs ràpids d'Armènia, Erevan, Armènia, 2012: 7è–10è. |

## Estil de joc
Nadanian va aconseguir el seu millor Elo el juliol del 1997 amb 2475 Elo punts.
La seva millor actuació individual va ser a l'Aeroflot Open de Moscou el 2002, on va puntuar cinc dels nou punts possibles (56%), aconseguint la seva primera norma de Gran Mestre per mig punt. La seva segona norma la va obtenir a Moscou el 2004, on va puntuar vuit punts dels onze possibles amb una performance de 2630.
Nadanian té un imaginatiu i aventurer estil de joc, i malgrat els seus errors, d'acord amb Tibor Karolyi, "contenen elements de creativitat". Li agrada crear posicions atípiques fresques ja des de l'obertura, sovint emprant maniobres estranyes per aconseguir assolir els seus objectius. Les obertures poc comunes han estat sempre part del seu repertori (per exemple, l'obertura Sokolsky o el gambit Budapest).
La revista Kingpin el va anomenar com "un brillant excèntric". Tibor Károlyi li va dedicar un capítol en el seu llibre del 2009 Genius in the Background i mig de broma el va anomenar "mig germà de Kaspàrov", pel fet que tant Kaspàrov com Nadanian estaven entrenats per Aleksandr Xakàrov, i hi ha similituds en els seus estils de joc. En particular, 
Karolyi posa l'accent en la seva capacitat per implementar les idees eficaces al límit del tauler, atribuint així la influència dels seus escacs "pare". Com a exemple de l'avançament dels peons de flanc contra un centre sòlid, John L. Watson en el seu llibre del 2003 Chess Strategy in Action va prendre l'atenció de la partida Nadanian – Ponomariov, Kiev 1997 i ho anomena "gairebé una sàtira del trencament de regles", ja que nou dels primers de tretze moviments de les blanques han estat moviments de peons i només un d'ells ha estat amb un peó central, no obstant això, la posició de les negres tenen moltes dificultats.
El guanyador de la Copa del món 2005 Levon Aronian va dir de Nadanian: "La seva passió per la bellesa, la seva devoció a l'escola d'escacs romàntica sempre ha estat inspirador". El Gran Mestre Valeri Txékhov va assenyalar que "juntament amb les seves qualitats positives com la comprensió molt subtil de posicions dinàmiques, molt bon sentit de la iniciativa i el pensament ràpid, el joc d'Aixot té algunes facetes negatives com el feble repertori d'obertures, mala defensa, i també l'element psicològic del joc".

## Teòric dels escacs
|   | a | b | c | d | e | f | g | h |   |
| 8 | a8 negres torre · b8 negres cavall · c8 negres alfil · d8 negres dama · e8 negres rei · f8 negres alfil · h8 negres torre · a7 negres peó · b7 negres peó · c7 negres peó · e7 negres peó · f7 negres peó · h7 negres peó · g6 negres peó · d5 negres cavall · a4 blanques cavall · d4 blanques peó · a2 blanques peó · b2 blanques peó · e2 blanques peó · f2 blanques peó · g2 blanques peó · h2 blanques peó · a1 blanques torre · c1 blanques alfil · d1 blanques dama · e1 blanques rei · f1 blanques alfil · g1 blanques cavall · h1 blanques torre | a8 negres torre · b8 negres cavall · c8 negres alfil · d8 negres dama · e8 negres rei · f8 negres alfil · h8 negres torre · a7 negres peó · b7 negres peó · c7 negres peó · e7 negres peó · f7 negres peó · h7 negres peó · g6 negres peó · d5 negres cavall · a4 blanques cavall · d4 blanques peó · a2 blanques peó · b2 blanques peó · e2 blanques peó · f2 blanques peó · g2 blanques peó · h2 blanques peó · a1 blanques torre · c1 blanques alfil · d1 blanques dama · e1 blanques rei · f1 blanques alfil · g1 blanques cavall · h1 blanques torre | a8 negres torre · b8 negres cavall · c8 negres alfil · d8 negres dama · e8 negres rei · f8 negres alfil · h8 negres torre · a7 negres peó · b7 negres peó · c7 negres peó · e7 negres peó · f7 negres peó · h7 negres peó · g6 negres peó · d5 negres cavall · a4 blanques cavall · d4 blanques peó · a2 blanques peó · b2 blanques peó · e2 blanques peó · f2 blanques peó · g2 blanques peó · h2 blanques peó · a1 blanques torre · c1 blanques alfil · d1 blanques dama · e1 blanques rei · f1 blanques alfil · g1 blanques cavall · h1 blanques torre | a8 negres torre · b8 negres cavall · c8 negres alfil · d8 negres dama · e8 negres rei · f8 negres alfil · h8 negres torre · a7 negres peó · b7 negres peó · c7 negres peó · e7 negres peó · f7 negres peó · h7 negres peó · g6 negres peó · d5 negres cavall · a4 blanques cavall · d4 blanques peó · a2 blanques peó · b2 blanques peó · e2 blanques peó · f2 blanques peó · g2 blanques peó · h2 blanques peó · a1 blanques torre · c1 blanques alfil · d1 blanques dama · e1 blanques rei · f1 blanques alfil · g1 blanques cavall · h1 blanques torre | a8 negres torre · b8 negres cavall · c8 negres alfil · d8 negres dama · e8 negres rei · f8 negres alfil · h8 negres torre · a7 negres peó · b7 negres peó · c7 negres peó · e7 negres peó · f7 negres peó · h7 negres peó · g6 negres peó · d5 negres cavall · a4 blanques cavall · d4 blanques peó · a2 blanques peó · b2 blanques peó · e2 blanques peó · f2 blanques peó · g2 blanques peó · h2 blanques peó · a1 blanques torre · c1 blanques alfil · d1 blanques dama · e1 blanques rei · f1 blanques alfil · g1 blanques cavall · h1 blanques torre | a8 negres torre · b8 negres cavall · c8 negres alfil · d8 negres dama · e8 negres rei · f8 negres alfil · h8 negres torre · a7 negres peó · b7 negres peó · c7 negres peó · e7 negres peó · f7 negres peó · h7 negres peó · g6 negres peó · d5 negres cavall · a4 blanques cavall · d4 blanques peó · a2 blanques peó · b2 blanques peó · e2 blanques peó · f2 blanques peó · g2 blanques peó · h2 blanques peó · a1 blanques torre · c1 blanques alfil · d1 blanques dama · e1 blanques rei · f1 blanques alfil · g1 blanques cavall · h1 blanques torre | a8 negres torre · b8 negres cavall · c8 negres alfil · d8 negres dama · e8 negres rei · f8 negres alfil · h8 negres torre · a7 negres peó · b7 negres peó · c7 negres peó · e7 negres peó · f7 negres peó · h7 negres peó · g6 negres peó · d5 negres cavall · a4 blanques cavall · d4 blanques peó · a2 blanques peó · b2 blanques peó · e2 blanques peó · f2 blanques peó · g2 blanques peó · h2 blanques peó · a1 blanques torre · c1 blanques alfil · d1 blanques dama · e1 blanques rei · f1 blanques alfil · g1 blanques cavall · h1 blanques torre | a8 negres torre · b8 negres cavall · c8 negres alfil · d8 negres dama · e8 negres rei · f8 negres alfil · h8 negres torre · a7 negres peó · b7 negres peó · c7 negres peó · e7 negres peó · f7 negres peó · h7 negres peó · g6 negres peó · d5 negres cavall · a4 blanques cavall · d4 blanques peó · a2 blanques peó · b2 blanques peó · e2 blanques peó · f2 blanques peó · g2 blanques peó · h2 blanques peó · a1 blanques torre · c1 blanques alfil · d1 blanques dama · e1 blanques rei · f1 blanques alfil · g1 blanques cavall · h1 blanques torre | 8 |
| 7 | a8 negres torre · b8 negres cavall · c8 negres alfil · d8 negres dama · e8 negres rei · f8 negres alfil · h8 negres torre · a7 negres peó · b7 negres peó · c7 negres peó · e7 negres peó · f7 negres peó · h7 negres peó · g6 negres peó · d5 negres cavall · a4 blanques cavall · d4 blanques peó · a2 blanques peó · b2 blanques peó · e2 blanques peó · f2 blanques peó · g2 blanques peó · h2 blanques peó · a1 blanques torre · c1 blanques alfil · d1 blanques dama · e1 blanques rei · f1 blanques alfil · g1 blanques cavall · h1 blanques torre | a8 negres torre · b8 negres cavall · c8 negres alfil · d8 negres dama · e8 negres rei · f8 negres alfil · h8 negres torre · a7 negres peó · b7 negres peó · c7 negres peó · e7 negres peó · f7 negres peó · h7 negres peó · g6 negres peó · d5 negres cavall · a4 blanques cavall · d4 blanques peó · a2 blanques peó · b2 blanques peó · e2 blanques peó · f2 blanques peó · g2 blanques peó · h2 blanques peó · a1 blanques torre · c1 blanques alfil · d1 blanques dama · e1 blanques rei · f1 blanques alfil · g1 blanques cavall · h1 blanques torre | a8 negres torre · b8 negres cavall · c8 negres alfil · d8 negres dama · e8 negres rei · f8 negres alfil · h8 negres torre · a7 negres peó · b7 negres peó · c7 negres peó · e7 negres peó · f7 negres peó · h7 negres peó · g6 negres peó · d5 negres cavall · a4 blanques cavall · d4 blanques peó · a2 blanques peó · b2 blanques peó · e2 blanques peó · f2 blanques peó · g2 blanques peó · h2 blanques peó · a1 blanques torre · c1 blanques alfil · d1 blanques dama · e1 blanques rei · f1 blanques alfil · g1 blanques cavall · h1 blanques torre | a8 negres torre · b8 negres cavall · c8 negres alfil · d8 negres dama · e8 negres rei · f8 negres alfil · h8 negres torre · a7 negres peó · b7 negres peó · c7 negres peó · e7 negres peó · f7 negres peó · h7 negres peó · g6 negres peó · d5 negres cavall · a4 blanques cavall · d4 blanques peó · a2 blanques peó · b2 blanques peó · e2 blanques peó · f2 blanques peó · g2 blanques peó · h2 blanques peó · a1 blanques torre · c1 blanques alfil · d1 blanques dama · e1 blanques rei · f1 blanques alfil · g1 blanques cavall · h1 blanques torre | a8 negres torre · b8 negres cavall · c8 negres alfil · d8 negres dama · e8 negres rei · f8 negres alfil · h8 negres torre · a7 negres peó · b7 negres peó · c7 negres peó · e7 negres peó · f7 negres peó · h7 negres peó · g6 negres peó · d5 negres cavall · a4 blanques cavall · d4 blanques peó · a2 blanques peó · b2 blanques peó · e2 blanques peó · f2 blanques peó · g2 blanques peó · h2 blanques peó · a1 blanques torre · c1 blanques alfil · d1 blanques dama · e1 blanques rei · f1 blanques alfil · g1 blanques cavall · h1 blanques torre | a8 negres torre · b8 negres cavall · c8 negres alfil · d8 negres dama · e8 negres rei · f8 negres alfil · h8 negres torre · a7 negres peó · b7 negres peó · c7 negres peó · e7 negres peó · f7 negres peó · h7 negres peó · g6 negres peó · d5 negres cavall · a4 blanques cavall · d4 blanques peó · a2 blanques peó · b2 blanques peó · e2 blanques peó · f2 blanques peó · g2 blanques peó · h2 blanques peó · a1 blanques torre · c1 blanques alfil · d1 blanques dama · e1 blanques rei · f1 blanques alfil · g1 blanques cavall · h1 blanques torre | a8 negres torre · b8 negres cavall · c8 negres alfil · d8 negres dama · e8 negres rei · f8 negres alfil · h8 negres torre · a7 negres peó · b7 negres peó · c7 negres peó · e7 negres peó · f7 negres peó · h7 negres peó · g6 negres peó · d5 negres cavall · a4 blanques cavall · d4 blanques peó · a2 blanques peó · b2 blanques peó · e2 blanques peó · f2 blanques peó · g2 blanques peó · h2 blanques peó · a1 blanques torre · c1 blanques alfil · d1 blanques dama · e1 blanques rei · f1 blanques alfil · g1 blanques cavall · h1 blanques torre | a8 negres torre · b8 negres cavall · c8 negres alfil · d8 negres dama · e8 negres rei · f8 negres alfil · h8 negres torre · a7 negres peó · b7 negres peó · c7 negres peó · e7 negres peó · f7 negres peó · h7 negres peó · g6 negres peó · d5 negres cavall · a4 blanques cavall · d4 blanques peó · a2 blanques peó · b2 blanques peó · e2 blanques peó · f2 blanques peó · g2 blanques peó · h2 blanques peó · a1 blanques torre · c1 blanques alfil · d1 blanques dama · e1 blanques rei · f1 blanques alfil · g1 blanques cavall · h1 blanques torre | 7 |
| 6 | a8 negres torre · b8 negres cavall · c8 negres alfil · d8 negres dama · e8 negres rei · f8 negres alfil · h8 negres torre · a7 negres peó · b7 negres peó · c7 negres peó · e7 negres peó · f7 negres peó · h7 negres peó · g6 negres peó · d5 negres cavall · a4 blanques cavall · d4 blanques peó · a2 blanques peó · b2 blanques peó · e2 blanques peó · f2 blanques peó · g2 blanques peó · h2 blanques peó · a1 blanques torre · c1 blanques alfil · d1 blanques dama · e1 blanques rei · f1 blanques alfil · g1 blanques cavall · h1 blanques torre | a8 negres torre · b8 negres cavall · c8 negres alfil · d8 negres dama · e8 negres rei · f8 negres alfil · h8 negres torre · a7 negres peó · b7 negres peó · c7 negres peó · e7 negres peó · f7 negres peó · h7 negres peó · g6 negres peó · d5 negres cavall · a4 blanques cavall · d4 blanques peó · a2 blanques peó · b2 blanques peó · e2 blanques peó · f2 blanques peó · g2 blanques peó · h2 blanques peó · a1 blanques torre · c1 blanques alfil · d1 blanques dama · e1 blanques rei · f1 blanques alfil · g1 blanques cavall · h1 blanques torre | a8 negres torre · b8 negres cavall · c8 negres alfil · d8 negres dama · e8 negres rei · f8 negres alfil · h8 negres torre · a7 negres peó · b7 negres peó · c7 negres peó · e7 negres peó · f7 negres peó · h7 negres peó · g6 negres peó · d5 negres cavall · a4 blanques cavall · d4 blanques peó · a2 blanques peó · b2 blanques peó · e2 blanques peó · f2 blanques peó · g2 blanques peó · h2 blanques peó · a1 blanques torre · c1 blanques alfil · d1 blanques dama · e1 blanques rei · f1 blanques alfil · g1 blanques cavall · h1 blanques torre | a8 negres torre · b8 negres cavall · c8 negres alfil · d8 negres dama · e8 negres rei · f8 negres alfil · h8 negres torre · a7 negres peó · b7 negres peó · c7 negres peó · e7 negres peó · f7 negres peó · h7 negres peó · g6 negres peó · d5 negres cavall · a4 blanques cavall · d4 blanques peó · a2 blanques peó · b2 blanques peó · e2 blanques peó · f2 blanques peó · g2 blanques peó · h2 blanques peó · a1 blanques torre · c1 blanques alfil · d1 blanques dama · e1 blanques rei · f1 blanques alfil · g1 blanques cavall · h1 blanques torre | a8 negres torre · b8 negres cavall · c8 negres alfil · d8 negres dama · e8 negres rei · f8 negres alfil · h8 negres torre · a7 negres peó · b7 negres peó · c7 negres peó · e7 negres peó · f7 negres peó · h7 negres peó · g6 negres peó · d5 negres cavall · a4 blanques cavall · d4 blanques peó · a2 blanques peó · b2 blanques peó · e2 blanques peó · f2 blanques peó · g2 blanques peó · h2 blanques peó · a1 blanques torre · c1 blanques alfil · d1 blanques dama · e1 blanques rei · f1 blanques alfil · g1 blanques cavall · h1 blanques torre | a8 negres torre · b8 negres cavall · c8 negres alfil · d8 negres dama · e8 negres rei · f8 negres alfil · h8 negres torre · a7 negres peó · b7 negres peó · c7 negres peó · e7 negres peó · f7 negres peó · h7 negres peó · g6 negres peó · d5 negres cavall · a4 blanques cavall · d4 blanques peó · a2 blanques peó · b2 blanques peó · e2 blanques peó · f2 blanques peó · g2 blanques peó · h2 blanques peó · a1 blanques torre · c1 blanques alfil · d1 blanques dama · e1 blanques rei · f1 blanques alfil · g1 blanques cavall · h1 blanques torre | a8 negres torre · b8 negres cavall · c8 negres alfil · d8 negres dama · e8 negres rei · f8 negres alfil · h8 negres torre · a7 negres peó · b7 negres peó · c7 negres peó · e7 negres peó · f7 negres peó · h7 negres peó · g6 negres peó · d5 negres cavall · a4 blanques cavall · d4 blanques peó · a2 blanques peó · b2 blanques peó · e2 blanques peó · f2 blanques peó · g2 blanques peó · h2 blanques peó · a1 blanques torre · c1 blanques alfil · d1 blanques dama · e1 blanques rei · f1 blanques alfil · g1 blanques cavall · h1 blanques torre | a8 negres torre · b8 negres cavall · c8 negres alfil · d8 negres dama · e8 negres rei · f8 negres alfil · h8 negres torre · a7 negres peó · b7 negres peó · c7 negres peó · e7 negres peó · f7 negres peó · h7 negres peó · g6 negres peó · d5 negres cavall · a4 blanques cavall · d4 blanques peó · a2 blanques peó · b2 blanques peó · e2 blanques peó · f2 blanques peó · g2 blanques peó · h2 blanques peó · a1 blanques torre · c1 blanques alfil · d1 blanques dama · e1 blanques rei · f1 blanques alfil · g1 blanques cavall · h1 blanques torre | 6 |
| 5 | a8 negres torre · b8 negres cavall · c8 negres alfil · d8 negres dama · e8 negres rei · f8 negres alfil · h8 negres torre · a7 negres peó · b7 negres peó · c7 negres peó · e7 negres peó · f7 negres peó · h7 negres peó · g6 negres peó · d5 negres cavall · a4 blanques cavall · d4 blanques peó · a2 blanques peó · b2 blanques peó · e2 blanques peó · f2 blanques peó · g2 blanques peó · h2 blanques peó · a1 blanques torre · c1 blanques alfil · d1 blanques dama · e1 blanques rei · f1 blanques alfil · g1 blanques cavall · h1 blanques torre | a8 negres torre · b8 negres cavall · c8 negres alfil · d8 negres dama · e8 negres rei · f8 negres alfil · h8 negres torre · a7 negres peó · b7 negres peó · c7 negres peó · e7 negres peó · f7 negres peó · h7 negres peó · g6 negres peó · d5 negres cavall · a4 blanques cavall · d4 blanques peó · a2 blanques peó · b2 blanques peó · e2 blanques peó · f2 blanques peó · g2 blanques peó · h2 blanques peó · a1 blanques torre · c1 blanques alfil · d1 blanques dama · e1 blanques rei · f1 blanques alfil · g1 blanques cavall · h1 blanques torre | a8 negres torre · b8 negres cavall · c8 negres alfil · d8 negres dama · e8 negres rei · f8 negres alfil · h8 negres torre · a7 negres peó · b7 negres peó · c7 negres peó · e7 negres peó · f7 negres peó · h7 negres peó · g6 negres peó · d5 negres cavall · a4 blanques cavall · d4 blanques peó · a2 blanques peó · b2 blanques peó · e2 blanques peó · f2 blanques peó · g2 blanques peó · h2 blanques peó · a1 blanques torre · c1 blanques alfil · d1 blanques dama · e1 blanques rei · f1 blanques alfil · g1 blanques cavall · h1 blanques torre | a8 negres torre · b8 negres cavall · c8 negres alfil · d8 negres dama · e8 negres rei · f8 negres alfil · h8 negres torre · a7 negres peó · b7 negres peó · c7 negres peó · e7 negres peó · f7 negres peó · h7 negres peó · g6 negres peó · d5 negres cavall · a4 blanques cavall · d4 blanques peó · a2 blanques peó · b2 blanques peó · e2 blanques peó · f2 blanques peó · g2 blanques peó · h2 blanques peó · a1 blanques torre · c1 blanques alfil · d1 blanques dama · e1 blanques rei · f1 blanques alfil · g1 blanques cavall · h1 blanques torre | a8 negres torre · b8 negres cavall · c8 negres alfil · d8 negres dama · e8 negres rei · f8 negres alfil · h8 negres torre · a7 negres peó · b7 negres peó · c7 negres peó · e7 negres peó · f7 negres peó · h7 negres peó · g6 negres peó · d5 negres cavall · a4 blanques cavall · d4 blanques peó · a2 blanques peó · b2 blanques peó · e2 blanques peó · f2 blanques peó · g2 blanques peó · h2 blanques peó · a1 blanques torre · c1 blanques alfil · d1 blanques dama · e1 blanques rei · f1 blanques alfil · g1 blanques cavall · h1 blanques torre | a8 negres torre · b8 negres cavall · c8 negres alfil · d8 negres dama · e8 negres rei · f8 negres alfil · h8 negres torre · a7 negres peó · b7 negres peó · c7 negres peó · e7 negres peó · f7 negres peó · h7 negres peó · g6 negres peó · d5 negres cavall · a4 blanques cavall · d4 blanques peó · a2 blanques peó · b2 blanques peó · e2 blanques peó · f2 blanques peó · g2 blanques peó · h2 blanques peó · a1 blanques torre · c1 blanques alfil · d1 blanques dama · e1 blanques rei · f1 blanques alfil · g1 blanques cavall · h1 blanques torre | a8 negres torre · b8 negres cavall · c8 negres alfil · d8 negres dama · e8 negres rei · f8 negres alfil · h8 negres torre · a7 negres peó · b7 negres peó · c7 negres peó · e7 negres peó · f7 negres peó · h7 negres peó · g6 negres peó · d5 negres cavall · a4 blanques cavall · d4 blanques peó · a2 blanques peó · b2 blanques peó · e2 blanques peó · f2 blanques peó · g2 blanques peó · h2 blanques peó · a1 blanques torre · c1 blanques alfil · d1 blanques dama · e1 blanques rei · f1 blanques alfil · g1 blanques cavall · h1 blanques torre | a8 negres torre · b8 negres cavall · c8 negres alfil · d8 negres dama · e8 negres rei · f8 negres alfil · h8 negres torre · a7 negres peó · b7 negres peó · c7 negres peó · e7 negres peó · f7 negres peó · h7 negres peó · g6 negres peó · d5 negres cavall · a4 blanques cavall · d4 blanques peó · a2 blanques peó · b2 blanques peó · e2 blanques peó · f2 blanques peó · g2 blanques peó · h2 blanques peó · a1 blanques torre · c1 blanques alfil · d1 blanques dama · e1 blanques rei · f1 blanques alfil · g1 blanques cavall · h1 blanques torre | 5 |
| 4 | a8 negres torre · b8 negres cavall · c8 negres alfil · d8 negres dama · e8 negres rei · f8 negres alfil · h8 negres torre · a7 negres peó · b7 negres peó · c7 negres peó · e7 negres peó · f7 negres peó · h7 negres peó · g6 negres peó · d5 negres cavall · a4 blanques cavall · d4 blanques peó · a2 blanques peó · b2 blanques peó · e2 blanques peó · f2 blanques peó · g2 blanques peó · h2 blanques peó · a1 blanques torre · c1 blanques alfil · d1 blanques dama · e1 blanques rei · f1 blanques alfil · g1 blanques cavall · h1 blanques torre | a8 negres torre · b8 negres cavall · c8 negres alfil · d8 negres dama · e8 negres rei · f8 negres alfil · h8 negres torre · a7 negres peó · b7 negres peó · c7 negres peó · e7 negres peó · f7 negres peó · h7 negres peó · g6 negres peó · d5 negres cavall · a4 blanques cavall · d4 blanques peó · a2 blanques peó · b2 blanques peó · e2 blanques peó · f2 blanques peó · g2 blanques peó · h2 blanques peó · a1 blanques torre · c1 blanques alfil · d1 blanques dama · e1 blanques rei · f1 blanques alfil · g1 blanques cavall · h1 blanques torre | a8 negres torre · b8 negres cavall · c8 negres alfil · d8 negres dama · e8 negres rei · f8 negres alfil · h8 negres torre · a7 negres peó · b7 negres peó · c7 negres peó · e7 negres peó · f7 negres peó · h7 negres peó · g6 negres peó · d5 negres cavall · a4 blanques cavall · d4 blanques peó · a2 blanques peó · b2 blanques peó · e2 blanques peó · f2 blanques peó · g2 blanques peó · h2 blanques peó · a1 blanques torre · c1 blanques alfil · d1 blanques dama · e1 blanques rei · f1 blanques alfil · g1 blanques cavall · h1 blanques torre | a8 negres torre · b8 negres cavall · c8 negres alfil · d8 negres dama · e8 negres rei · f8 negres alfil · h8 negres torre · a7 negres peó · b7 negres peó · c7 negres peó · e7 negres peó · f7 negres peó · h7 negres peó · g6 negres peó · d5 negres cavall · a4 blanques cavall · d4 blanques peó · a2 blanques peó · b2 blanques peó · e2 blanques peó · f2 blanques peó · g2 blanques peó · h2 blanques peó · a1 blanques torre · c1 blanques alfil · d1 blanques dama · e1 blanques rei · f1 blanques alfil · g1 blanques cavall · h1 blanques torre | a8 negres torre · b8 negres cavall · c8 negres alfil · d8 negres dama · e8 negres rei · f8 negres alfil · h8 negres torre · a7 negres peó · b7 negres peó · c7 negres peó · e7 negres peó · f7 negres peó · h7 negres peó · g6 negres peó · d5 negres cavall · a4 blanques cavall · d4 blanques peó · a2 blanques peó · b2 blanques peó · e2 blanques peó · f2 blanques peó · g2 blanques peó · h2 blanques peó · a1 blanques torre · c1 blanques alfil · d1 blanques dama · e1 blanques rei · f1 blanques alfil · g1 blanques cavall · h1 blanques torre | a8 negres torre · b8 negres cavall · c8 negres alfil · d8 negres dama · e8 negres rei · f8 negres alfil · h8 negres torre · a7 negres peó · b7 negres peó · c7 negres peó · e7 negres peó · f7 negres peó · h7 negres peó · g6 negres peó · d5 negres cavall · a4 blanques cavall · d4 blanques peó · a2 blanques peó · b2 blanques peó · e2 blanques peó · f2 blanques peó · g2 blanques peó · h2 blanques peó · a1 blanques torre · c1 blanques alfil · d1 blanques dama · e1 blanques rei · f1 blanques alfil · g1 blanques cavall · h1 blanques torre | a8 negres torre · b8 negres cavall · c8 negres alfil · d8 negres dama · e8 negres rei · f8 negres alfil · h8 negres torre · a7 negres peó · b7 negres peó · c7 negres peó · e7 negres peó · f7 negres peó · h7 negres peó · g6 negres peó · d5 negres cavall · a4 blanques cavall · d4 blanques peó · a2 blanques peó · b2 blanques peó · e2 blanques peó · f2 blanques peó · g2 blanques peó · h2 blanques peó · a1 blanques torre · c1 blanques alfil · d1 blanques dama · e1 blanques rei · f1 blanques alfil · g1 blanques cavall · h1 blanques torre | a8 negres torre · b8 negres cavall · c8 negres alfil · d8 negres dama · e8 negres rei · f8 negres alfil · h8 negres torre · a7 negres peó · b7 negres peó · c7 negres peó · e7 negres peó · f7 negres peó · h7 negres peó · g6 negres peó · d5 negres cavall · a4 blanques cavall · d4 blanques peó · a2 blanques peó · b2 blanques peó · e2 blanques peó · f2 blanques peó · g2 blanques peó · h2 blanques peó · a1 blanques torre · c1 blanques alfil · d1 blanques dama · e1 blanques rei · f1 blanques alfil · g1 blanques cavall · h1 blanques torre | 4 |
| 3 | a8 negres torre · b8 negres cavall · c8 negres alfil · d8 negres dama · e8 negres rei · f8 negres alfil · h8 negres torre · a7 negres peó · b7 negres peó · c7 negres peó · e7 negres peó · f7 negres peó · h7 negres peó · g6 negres peó · d5 negres cavall · a4 blanques cavall · d4 blanques peó · a2 blanques peó · b2 blanques peó · e2 blanques peó · f2 blanques peó · g2 blanques peó · h2 blanques peó · a1 blanques torre · c1 blanques alfil · d1 blanques dama · e1 blanques rei · f1 blanques alfil · g1 blanques cavall · h1 blanques torre | a8 negres torre · b8 negres cavall · c8 negres alfil · d8 negres dama · e8 negres rei · f8 negres alfil · h8 negres torre · a7 negres peó · b7 negres peó · c7 negres peó · e7 negres peó · f7 negres peó · h7 negres peó · g6 negres peó · d5 negres cavall · a4 blanques cavall · d4 blanques peó · a2 blanques peó · b2 blanques peó · e2 blanques peó · f2 blanques peó · g2 blanques peó · h2 blanques peó · a1 blanques torre · c1 blanques alfil · d1 blanques dama · e1 blanques rei · f1 blanques alfil · g1 blanques cavall · h1 blanques torre | a8 negres torre · b8 negres cavall · c8 negres alfil · d8 negres dama · e8 negres rei · f8 negres alfil · h8 negres torre · a7 negres peó · b7 negres peó · c7 negres peó · e7 negres peó · f7 negres peó · h7 negres peó · g6 negres peó · d5 negres cavall · a4 blanques cavall · d4 blanques peó · a2 blanques peó · b2 blanques peó · e2 blanques peó · f2 blanques peó · g2 blanques peó · h2 blanques peó · a1 blanques torre · c1 blanques alfil · d1 blanques dama · e1 blanques rei · f1 blanques alfil · g1 blanques cavall · h1 blanques torre | a8 negres torre · b8 negres cavall · c8 negres alfil · d8 negres dama · e8 negres rei · f8 negres alfil · h8 negres torre · a7 negres peó · b7 negres peó · c7 negres peó · e7 negres peó · f7 negres peó · h7 negres peó · g6 negres peó · d5 negres cavall · a4 blanques cavall · d4 blanques peó · a2 blanques peó · b2 blanques peó · e2 blanques peó · f2 blanques peó · g2 blanques peó · h2 blanques peó · a1 blanques torre · c1 blanques alfil · d1 blanques dama · e1 blanques rei · f1 blanques alfil · g1 blanques cavall · h1 blanques torre | a8 negres torre · b8 negres cavall · c8 negres alfil · d8 negres dama · e8 negres rei · f8 negres alfil · h8 negres torre · a7 negres peó · b7 negres peó · c7 negres peó · e7 negres peó · f7 negres peó · h7 negres peó · g6 negres peó · d5 negres cavall · a4 blanques cavall · d4 blanques peó · a2 blanques peó · b2 blanques peó · e2 blanques peó · f2 blanques peó · g2 blanques peó · h2 blanques peó · a1 blanques torre · c1 blanques alfil · d1 blanques dama · e1 blanques rei · f1 blanques alfil · g1 blanques cavall · h1 blanques torre | a8 negres torre · b8 negres cavall · c8 negres alfil · d8 negres dama · e8 negres rei · f8 negres alfil · h8 negres torre · a7 negres peó · b7 negres peó · c7 negres peó · e7 negres peó · f7 negres peó · h7 negres peó · g6 negres peó · d5 negres cavall · a4 blanques cavall · d4 blanques peó · a2 blanques peó · b2 blanques peó · e2 blanques peó · f2 blanques peó · g2 blanques peó · h2 blanques peó · a1 blanques torre · c1 blanques alfil · d1 blanques dama · e1 blanques rei · f1 blanques alfil · g1 blanques cavall · h1 blanques torre | a8 negres torre · b8 negres cavall · c8 negres alfil · d8 negres dama · e8 negres rei · f8 negres alfil · h8 negres torre · a7 negres peó · b7 negres peó · c7 negres peó · e7 negres peó · f7 negres peó · h7 negres peó · g6 negres peó · d5 negres cavall · a4 blanques cavall · d4 blanques peó · a2 blanques peó · b2 blanques peó · e2 blanques peó · f2 blanques peó · g2 blanques peó · h2 blanques peó · a1 blanques torre · c1 blanques alfil · d1 blanques dama · e1 blanques rei · f1 blanques alfil · g1 blanques cavall · h1 blanques torre | a8 negres torre · b8 negres cavall · c8 negres alfil · d8 negres dama · e8 negres rei · f8 negres alfil · h8 negres torre · a7 negres peó · b7 negres peó · c7 negres peó · e7 negres peó · f7 negres peó · h7 negres peó · g6 negres peó · d5 negres cavall · a4 blanques cavall · d4 blanques peó · a2 blanques peó · b2 blanques peó · e2 blanques peó · f2 blanques peó · g2 blanques peó · h2 blanques peó · a1 blanques torre · c1 blanques alfil · d1 blanques dama · e1 blanques rei · f1 blanques alfil · g1 blanques cavall · h1 blanques torre | 3 |
| 2 | a8 negres torre · b8 negres cavall · c8 negres alfil · d8 negres dama · e8 negres rei · f8 negres alfil · h8 negres torre · a7 negres peó · b7 negres peó · c7 negres peó · e7 negres peó · f7 negres peó · h7 negres peó · g6 negres peó · d5 negres cavall · a4 blanques cavall · d4 blanques peó · a2 blanques peó · b2 blanques peó · e2 blanques peó · f2 blanques peó · g2 blanques peó · h2 blanques peó · a1 blanques torre · c1 blanques alfil · d1 blanques dama · e1 blanques rei · f1 blanques alfil · g1 blanques cavall · h1 blanques torre | a8 negres torre · b8 negres cavall · c8 negres alfil · d8 negres dama · e8 negres rei · f8 negres alfil · h8 negres torre · a7 negres peó · b7 negres peó · c7 negres peó · e7 negres peó · f7 negres peó · h7 negres peó · g6 negres peó · d5 negres cavall · a4 blanques cavall · d4 blanques peó · a2 blanques peó · b2 blanques peó · e2 blanques peó · f2 blanques peó · g2 blanques peó · h2 blanques peó · a1 blanques torre · c1 blanques alfil · d1 blanques dama · e1 blanques rei · f1 blanques alfil · g1 blanques cavall · h1 blanques torre | a8 negres torre · b8 negres cavall · c8 negres alfil · d8 negres dama · e8 negres rei · f8 negres alfil · h8 negres torre · a7 negres peó · b7 negres peó · c7 negres peó · e7 negres peó · f7 negres peó · h7 negres peó · g6 negres peó · d5 negres cavall · a4 blanques cavall · d4 blanques peó · a2 blanques peó · b2 blanques peó · e2 blanques peó · f2 blanques peó · g2 blanques peó · h2 blanques peó · a1 blanques torre · c1 blanques alfil · d1 blanques dama · e1 blanques rei · f1 blanques alfil · g1 blanques cavall · h1 blanques torre | a8 negres torre · b8 negres cavall · c8 negres alfil · d8 negres dama · e8 negres rei · f8 negres alfil · h8 negres torre · a7 negres peó · b7 negres peó · c7 negres peó · e7 negres peó · f7 negres peó · h7 negres peó · g6 negres peó · d5 negres cavall · a4 blanques cavall · d4 blanques peó · a2 blanques peó · b2 blanques peó · e2 blanques peó · f2 blanques peó · g2 blanques peó · h2 blanques peó · a1 blanques torre · c1 blanques alfil · d1 blanques dama · e1 blanques rei · f1 blanques alfil · g1 blanques cavall · h1 blanques torre | a8 negres torre · b8 negres cavall · c8 negres alfil · d8 negres dama · e8 negres rei · f8 negres alfil · h8 negres torre · a7 negres peó · b7 negres peó · c7 negres peó · e7 negres peó · f7 negres peó · h7 negres peó · g6 negres peó · d5 negres cavall · a4 blanques cavall · d4 blanques peó · a2 blanques peó · b2 blanques peó · e2 blanques peó · f2 blanques peó · g2 blanques peó · h2 blanques peó · a1 blanques torre · c1 blanques alfil · d1 blanques dama · e1 blanques rei · f1 blanques alfil · g1 blanques cavall · h1 blanques torre | a8 negres torre · b8 negres cavall · c8 negres alfil · d8 negres dama · e8 negres rei · f8 negres alfil · h8 negres torre · a7 negres peó · b7 negres peó · c7 negres peó · e7 negres peó · f7 negres peó · h7 negres peó · g6 negres peó · d5 negres cavall · a4 blanques cavall · d4 blanques peó · a2 blanques peó · b2 blanques peó · e2 blanques peó · f2 blanques peó · g2 blanques peó · h2 blanques peó · a1 blanques torre · c1 blanques alfil · d1 blanques dama · e1 blanques rei · f1 blanques alfil · g1 blanques cavall · h1 blanques torre | a8 negres torre · b8 negres cavall · c8 negres alfil · d8 negres dama · e8 negres rei · f8 negres alfil · h8 negres torre · a7 negres peó · b7 negres peó · c7 negres peó · e7 negres peó · f7 negres peó · h7 negres peó · g6 negres peó · d5 negres cavall · a4 blanques cavall · d4 blanques peó · a2 blanques peó · b2 blanques peó · e2 blanques peó · f2 blanques peó · g2 blanques peó · h2 blanques peó · a1 blanques torre · c1 blanques alfil · d1 blanques dama · e1 blanques rei · f1 blanques alfil · g1 blanques cavall · h1 blanques torre | a8 negres torre · b8 negres cavall · c8 negres alfil · d8 negres dama · e8 negres rei · f8 negres alfil · h8 negres torre · a7 negres peó · b7 negres peó · c7 negres peó · e7 negres peó · f7 negres peó · h7 negres peó · g6 negres peó · d5 negres cavall · a4 blanques cavall · d4 blanques peó · a2 blanques peó · b2 blanques peó · e2 blanques peó · f2 blanques peó · g2 blanques peó · h2 blanques peó · a1 blanques torre · c1 blanques alfil · d1 blanques dama · e1 blanques rei · f1 blanques alfil · g1 blanques cavall · h1 blanques torre | 2 |
| 1 | a8 negres torre · b8 negres cavall · c8 negres alfil · d8 negres dama · e8 negres rei · f8 negres alfil · h8 negres torre · a7 negres peó · b7 negres peó · c7 negres peó · e7 negres peó · f7 negres peó · h7 negres peó · g6 negres peó · d5 negres cavall · a4 blanques cavall · d4 blanques peó · a2 blanques peó · b2 blanques peó · e2 blanques peó · f2 blanques peó · g2 blanques peó · h2 blanques peó · a1 blanques torre · c1 blanques alfil · d1 blanques dama · e1 blanques rei · f1 blanques alfil · g1 blanques cavall · h1 blanques torre | a8 negres torre · b8 negres cavall · c8 negres alfil · d8 negres dama · e8 negres rei · f8 negres alfil · h8 negres torre · a7 negres peó · b7 negres peó · c7 negres peó · e7 negres peó · f7 negres peó · h7 negres peó · g6 negres peó · d5 negres cavall · a4 blanques cavall · d4 blanques peó · a2 blanques peó · b2 blanques peó · e2 blanques peó · f2 blanques peó · g2 blanques peó · h2 blanques peó · a1 blanques torre · c1 blanques alfil · d1 blanques dama · e1 blanques rei · f1 blanques alfil · g1 blanques cavall · h1 blanques torre | a8 negres torre · b8 negres cavall · c8 negres alfil · d8 negres dama · e8 negres rei · f8 negres alfil · h8 negres torre · a7 negres peó · b7 negres peó · c7 negres peó · e7 negres peó · f7 negres peó · h7 negres peó · g6 negres peó · d5 negres cavall · a4 blanques cavall · d4 blanques peó · a2 blanques peó · b2 blanques peó · e2 blanques peó · f2 blanques peó · g2 blanques peó · h2 blanques peó · a1 blanques torre · c1 blanques alfil · d1 blanques dama · e1 blanques rei · f1 blanques alfil · g1 blanques cavall · h1 blanques torre | a8 negres torre · b8 negres cavall · c8 negres alfil · d8 negres dama · e8 negres rei · f8 negres alfil · h8 negres torre · a7 negres peó · b7 negres peó · c7 negres peó · e7 negres peó · f7 negres peó · h7 negres peó · g6 negres peó · d5 negres cavall · a4 blanques cavall · d4 blanques peó · a2 blanques peó · b2 blanques peó · e2 blanques peó · f2 blanques peó · g2 blanques peó · h2 blanques peó · a1 blanques torre · c1 blanques alfil · d1 blanques dama · e1 blanques rei · f1 blanques alfil · g1 blanques cavall · h1 blanques torre | a8 negres torre · b8 negres cavall · c8 negres alfil · d8 negres dama · e8 negres rei · f8 negres alfil · h8 negres torre · a7 negres peó · b7 negres peó · c7 negres peó · e7 negres peó · f7 negres peó · h7 negres peó · g6 negres peó · d5 negres cavall · a4 blanques cavall · d4 blanques peó · a2 blanques peó · b2 blanques peó · e2 blanques peó · f2 blanques peó · g2 blanques peó · h2 blanques peó · a1 blanques torre · c1 blanques alfil · d1 blanques dama · e1 blanques rei · f1 blanques alfil · g1 blanques cavall · h1 blanques torre | a8 negres torre · b8 negres cavall · c8 negres alfil · d8 negres dama · e8 negres rei · f8 negres alfil · h8 negres torre · a7 negres peó · b7 negres peó · c7 negres peó · e7 negres peó · f7 negres peó · h7 negres peó · g6 negres peó · d5 negres cavall · a4 blanques cavall · d4 blanques peó · a2 blanques peó · b2 blanques peó · e2 blanques peó · f2 blanques peó · g2 blanques peó · h2 blanques peó · a1 blanques torre · c1 blanques alfil · d1 blanques dama · e1 blanques rei · f1 blanques alfil · g1 blanques cavall · h1 blanques torre | a8 negres torre · b8 negres cavall · c8 negres alfil · d8 negres dama · e8 negres rei · f8 negres alfil · h8 negres torre · a7 negres peó · b7 negres peó · c7 negres peó · e7 negres peó · f7 negres peó · h7 negres peó · g6 negres peó · d5 negres cavall · a4 blanques cavall · d4 blanques peó · a2 blanques peó · b2 blanques peó · e2 blanques peó · f2 blanques peó · g2 blanques peó · h2 blanques peó · a1 blanques torre · c1 blanques alfil · d1 blanques dama · e1 blanques rei · f1 blanques alfil · g1 blanques cavall · h1 blanques torre | a8 negres torre · b8 negres cavall · c8 negres alfil · d8 negres dama · e8 negres rei · f8 negres alfil · h8 negres torre · a7 negres peó · b7 negres peó · c7 negres peó · e7 negres peó · f7 negres peó · h7 negres peó · g6 negres peó · d5 negres cavall · a4 blanques cavall · d4 blanques peó · a2 blanques peó · b2 blanques peó · e2 blanques peó · f2 blanques peó · g2 blanques peó · h2 blanques peó · a1 blanques torre · c1 blanques alfil · d1 blanques dama · e1 blanques rei · f1 blanques alfil · g1 blanques cavall · h1 blanques torre | 1 |
|   | a | b | c | d | e | f | g | h |   |

Nadanian ha fet contribucions a la teoria d'obertures, amb dues variants amb el seu nom: la variant Nadanian de la defensa Grünfeld (definida pels moviments 1.d4 Cf6 2.c4 g6 3.Cc3 d5 4.cxd5 Cxd5 5.Ca4) i l'atac Nadanian a l'obertura del peó de dama (definida pels moviments 1.d4 Cf6 2.Cf3 h6 3.c4 g5). La primera variant ha estat usada per molts forts GM com ara Viktor Kortxnoi, Bu Xiangzhi, Walter Browne, Sembat Lputian, Jonathan Rowson, Andrei Khàrlov, Bogdan Lalić, Ígor Lissi, mentre la segona no ha tingut molta popularitat entre els jugadors de més alt nivell.
Descrit per John Donaldson com "el sempre inventiu creador de novetats", Nadanian ha fet altres notables innovacions, incloent-hi:
- 1.d4 d5 2.c4 e6 3.Cc3 Ae7 4.Cf3 Cf6 5.Af4 0–0 6.e3 c5 7.dxc5 Axc5 8.Dc2 Cc6 9.a3 Da5 10.Ta2;[50]
- 1.d4 Cf6 2.c4 e6 3.Cf3 b6 4.g3 Aa6 5.b3 Ab4+ 6.Ad2 Ae7 7.Ag2 c6 8.Ac3 d5 9.Ce5 Cfd7 10.Cd3;[51]
- 1.c4 e5 2.Cc3 Cf6 3.Cf3 Cc6 4.g3 e4 5.Cg5 Cg4.[52]

Nadanian ha contribuït en l'anàlisi en moltes publicacions d'escacs d'arreu del món inclòs el Chess Informant, New In Chess Yearbook, 64, Kaissiber i Szachy Chess. És columnista per la web Chessville.com i també ha escrit per ChessBase i la web de l'Acadèmia d'escacs d'Armènia.

## Entrenador d'escacs
Després que es gradués a Armenian State Institute of Physical Culture el 1994, Nadanian va esdevenir estrenador d'escacs. Amb 26 anys va esdevenir el més jove entrenador d'Armènia guardonat. Entre els seus estudiants hi ha els Gran Mestres Gabriel Sargissian, Varuzhan Akobian i Davit G. Petrosian. Ocasionalment també ha ajudat al GM Tigran L. Petrosian.
"Aixot va tenir un paper important en la meva conformació com a jugador d'escacs - i no només en això. El nivell del meu joc havia retrocedit considerablement quan vaig començar a entrenar amb ell el 1997. Crec que em va tornar el somriure a la cara com impacientment després de la primera lliçó vaig esperar per a la propera sessió. Em va donar la impressió que havia tornat a descobrir el nostre joc. Aixot ha nascut per ser entrenador." 
Des del desembre de 1999 fins a l'agost de 2001, Nadanian va treballar d'entrenador de l'equip nacional de Kuwait. Entre el 2005 i el 2010, va ser l'entrenador nacional de l'equip masculí de Singapore. In 2007, he was awarded the title of FIDE Trainer.
A la web "Full English Breakfast" (thefeb.com, podcast #7 Part 1), Levon Aronian es refereix a Nadanian com el seu amic i segon. Com que no va poder acompanyar a Aronian al Torneig Wijk aan Zee del 2011, es varen mantenir en contacte via en línia.
Al llarg de tot el mes de febrer 2011, Nadanian, juntament amb un equip de Grans Mestres—Wang Hao, Movsesian, Sargissian, Paixikian i Melkumian—varen restar al camp d'entranament a Tsaghkadzor, ajudant a Aronian a preparar-se pel torneig de candidats pel Campionat del món d'escacs de 2012. El 2011 Crestbook KC-Conference Aronian va comentar: "Molts jugadorsestan involucrats en el meu equip, però Ashot Nadanian és absolutament irreemplaçable. A més de la feina que ell mateix fa per gestionar tot el procés, també fa la planificació de les sessions d'entrenament."
Durant el Torneig d'escacs Tata Steel de 2012 a Wijk aan Zee Aronian es va referir a Nadanian com el seu assistent permanent.
Nadanian una vegada va dir en una entrevista que un dels esdeveniments més bonics de la seva vida va ser el final de l'Olimpíada de Torí el 2006, quan el seu alumne Sargissian va esdevenir campió olímpic amb l'equip d'Armènia i el seu altre estudiant Akobian va guanyar el bronze amb l'equip dels Estats Units. En la següent Olimpíada de Dresde la història es va repetir: Sargissian va guanyar la medalla d'or per equips i Akobian va guanyar el bronze per equips.

## Vida personal
|   | a | b | c | d | e | f | g | h |   |
| 8 | d8 blanques cavall · c7 negres cavall · e7 negres cavall · b6 blanques cavall · d6 negres rei · f6 blanques cavall · c5 negres cavall · e5 negres cavall · d1 blanques rei | d8 blanques cavall · c7 negres cavall · e7 negres cavall · b6 blanques cavall · d6 negres rei · f6 blanques cavall · c5 negres cavall · e5 negres cavall · d1 blanques rei | d8 blanques cavall · c7 negres cavall · e7 negres cavall · b6 blanques cavall · d6 negres rei · f6 blanques cavall · c5 negres cavall · e5 negres cavall · d1 blanques rei | d8 blanques cavall · c7 negres cavall · e7 negres cavall · b6 blanques cavall · d6 negres rei · f6 blanques cavall · c5 negres cavall · e5 negres cavall · d1 blanques rei | d8 blanques cavall · c7 negres cavall · e7 negres cavall · b6 blanques cavall · d6 negres rei · f6 blanques cavall · c5 negres cavall · e5 negres cavall · d1 blanques rei | d8 blanques cavall · c7 negres cavall · e7 negres cavall · b6 blanques cavall · d6 negres rei · f6 blanques cavall · c5 negres cavall · e5 negres cavall · d1 blanques rei | d8 blanques cavall · c7 negres cavall · e7 negres cavall · b6 blanques cavall · d6 negres rei · f6 blanques cavall · c5 negres cavall · e5 negres cavall · d1 blanques rei | d8 blanques cavall · c7 negres cavall · e7 negres cavall · b6 blanques cavall · d6 negres rei · f6 blanques cavall · c5 negres cavall · e5 negres cavall · d1 blanques rei | 8 |
| 7 | d8 blanques cavall · c7 negres cavall · e7 negres cavall · b6 blanques cavall · d6 negres rei · f6 blanques cavall · c5 negres cavall · e5 negres cavall · d1 blanques rei | d8 blanques cavall · c7 negres cavall · e7 negres cavall · b6 blanques cavall · d6 negres rei · f6 blanques cavall · c5 negres cavall · e5 negres cavall · d1 blanques rei | d8 blanques cavall · c7 negres cavall · e7 negres cavall · b6 blanques cavall · d6 negres rei · f6 blanques cavall · c5 negres cavall · e5 negres cavall · d1 blanques rei | d8 blanques cavall · c7 negres cavall · e7 negres cavall · b6 blanques cavall · d6 negres rei · f6 blanques cavall · c5 negres cavall · e5 negres cavall · d1 blanques rei | d8 blanques cavall · c7 negres cavall · e7 negres cavall · b6 blanques cavall · d6 negres rei · f6 blanques cavall · c5 negres cavall · e5 negres cavall · d1 blanques rei | d8 blanques cavall · c7 negres cavall · e7 negres cavall · b6 blanques cavall · d6 negres rei · f6 blanques cavall · c5 negres cavall · e5 negres cavall · d1 blanques rei | d8 blanques cavall · c7 negres cavall · e7 negres cavall · b6 blanques cavall · d6 negres rei · f6 blanques cavall · c5 negres cavall · e5 negres cavall · d1 blanques rei | d8 blanques cavall · c7 negres cavall · e7 negres cavall · b6 blanques cavall · d6 negres rei · f6 blanques cavall · c5 negres cavall · e5 negres cavall · d1 blanques rei | 7 |
| 6 | d8 blanques cavall · c7 negres cavall · e7 negres cavall · b6 blanques cavall · d6 negres rei · f6 blanques cavall · c5 negres cavall · e5 negres cavall · d1 blanques rei | d8 blanques cavall · c7 negres cavall · e7 negres cavall · b6 blanques cavall · d6 negres rei · f6 blanques cavall · c5 negres cavall · e5 negres cavall · d1 blanques rei | d8 blanques cavall · c7 negres cavall · e7 negres cavall · b6 blanques cavall · d6 negres rei · f6 blanques cavall · c5 negres cavall · e5 negres cavall · d1 blanques rei | d8 blanques cavall · c7 negres cavall · e7 negres cavall · b6 blanques cavall · d6 negres rei · f6 blanques cavall · c5 negres cavall · e5 negres cavall · d1 blanques rei | d8 blanques cavall · c7 negres cavall · e7 negres cavall · b6 blanques cavall · d6 negres rei · f6 blanques cavall · c5 negres cavall · e5 negres cavall · d1 blanques rei | d8 blanques cavall · c7 negres cavall · e7 negres cavall · b6 blanques cavall · d6 negres rei · f6 blanques cavall · c5 negres cavall · e5 negres cavall · d1 blanques rei | d8 blanques cavall · c7 negres cavall · e7 negres cavall · b6 blanques cavall · d6 negres rei · f6 blanques cavall · c5 negres cavall · e5 negres cavall · d1 blanques rei | d8 blanques cavall · c7 negres cavall · e7 negres cavall · b6 blanques cavall · d6 negres rei · f6 blanques cavall · c5 negres cavall · e5 negres cavall · d1 blanques rei | 6 |
| 5 | d8 blanques cavall · c7 negres cavall · e7 negres cavall · b6 blanques cavall · d6 negres rei · f6 blanques cavall · c5 negres cavall · e5 negres cavall · d1 blanques rei | d8 blanques cavall · c7 negres cavall · e7 negres cavall · b6 blanques cavall · d6 negres rei · f6 blanques cavall · c5 negres cavall · e5 negres cavall · d1 blanques rei | d8 blanques cavall · c7 negres cavall · e7 negres cavall · b6 blanques cavall · d6 negres rei · f6 blanques cavall · c5 negres cavall · e5 negres cavall · d1 blanques rei | d8 blanques cavall · c7 negres cavall · e7 negres cavall · b6 blanques cavall · d6 negres rei · f6 blanques cavall · c5 negres cavall · e5 negres cavall · d1 blanques rei | d8 blanques cavall · c7 negres cavall · e7 negres cavall · b6 blanques cavall · d6 negres rei · f6 blanques cavall · c5 negres cavall · e5 negres cavall · d1 blanques rei | d8 blanques cavall · c7 negres cavall · e7 negres cavall · b6 blanques cavall · d6 negres rei · f6 blanques cavall · c5 negres cavall · e5 negres cavall · d1 blanques rei | d8 blanques cavall · c7 negres cavall · e7 negres cavall · b6 blanques cavall · d6 negres rei · f6 blanques cavall · c5 negres cavall · e5 negres cavall · d1 blanques rei | d8 blanques cavall · c7 negres cavall · e7 negres cavall · b6 blanques cavall · d6 negres rei · f6 blanques cavall · c5 negres cavall · e5 negres cavall · d1 blanques rei | 5 |
| 4 | d8 blanques cavall · c7 negres cavall · e7 negres cavall · b6 blanques cavall · d6 negres rei · f6 blanques cavall · c5 negres cavall · e5 negres cavall · d1 blanques rei | d8 blanques cavall · c7 negres cavall · e7 negres cavall · b6 blanques cavall · d6 negres rei · f6 blanques cavall · c5 negres cavall · e5 negres cavall · d1 blanques rei | d8 blanques cavall · c7 negres cavall · e7 negres cavall · b6 blanques cavall · d6 negres rei · f6 blanques cavall · c5 negres cavall · e5 negres cavall · d1 blanques rei | d8 blanques cavall · c7 negres cavall · e7 negres cavall · b6 blanques cavall · d6 negres rei · f6 blanques cavall · c5 negres cavall · e5 negres cavall · d1 blanques rei | d8 blanques cavall · c7 negres cavall · e7 negres cavall · b6 blanques cavall · d6 negres rei · f6 blanques cavall · c5 negres cavall · e5 negres cavall · d1 blanques rei | d8 blanques cavall · c7 negres cavall · e7 negres cavall · b6 blanques cavall · d6 negres rei · f6 blanques cavall · c5 negres cavall · e5 negres cavall · d1 blanques rei | d8 blanques cavall · c7 negres cavall · e7 negres cavall · b6 blanques cavall · d6 negres rei · f6 blanques cavall · c5 negres cavall · e5 negres cavall · d1 blanques rei | d8 blanques cavall · c7 negres cavall · e7 negres cavall · b6 blanques cavall · d6 negres rei · f6 blanques cavall · c5 negres cavall · e5 negres cavall · d1 blanques rei | 4 |
| 3 | d8 blanques cavall · c7 negres cavall · e7 negres cavall · b6 blanques cavall · d6 negres rei · f6 blanques cavall · c5 negres cavall · e5 negres cavall · d1 blanques rei | d8 blanques cavall · c7 negres cavall · e7 negres cavall · b6 blanques cavall · d6 negres rei · f6 blanques cavall · c5 negres cavall · e5 negres cavall · d1 blanques rei | d8 blanques cavall · c7 negres cavall · e7 negres cavall · b6 blanques cavall · d6 negres rei · f6 blanques cavall · c5 negres cavall · e5 negres cavall · d1 blanques rei | d8 blanques cavall · c7 negres cavall · e7 negres cavall · b6 blanques cavall · d6 negres rei · f6 blanques cavall · c5 negres cavall · e5 negres cavall · d1 blanques rei | d8 blanques cavall · c7 negres cavall · e7 negres cavall · b6 blanques cavall · d6 negres rei · f6 blanques cavall · c5 negres cavall · e5 negres cavall · d1 blanques rei | d8 blanques cavall · c7 negres cavall · e7 negres cavall · b6 blanques cavall · d6 negres rei · f6 blanques cavall · c5 negres cavall · e5 negres cavall · d1 blanques rei | d8 blanques cavall · c7 negres cavall · e7 negres cavall · b6 blanques cavall · d6 negres rei · f6 blanques cavall · c5 negres cavall · e5 negres cavall · d1 blanques rei | d8 blanques cavall · c7 negres cavall · e7 negres cavall · b6 blanques cavall · d6 negres rei · f6 blanques cavall · c5 negres cavall · e5 negres cavall · d1 blanques rei | 3 |
| 2 | d8 blanques cavall · c7 negres cavall · e7 negres cavall · b6 blanques cavall · d6 negres rei · f6 blanques cavall · c5 negres cavall · e5 negres cavall · d1 blanques rei | d8 blanques cavall · c7 negres cavall · e7 negres cavall · b6 blanques cavall · d6 negres rei · f6 blanques cavall · c5 negres cavall · e5 negres cavall · d1 blanques rei | d8 blanques cavall · c7 negres cavall · e7 negres cavall · b6 blanques cavall · d6 negres rei · f6 blanques cavall · c5 negres cavall · e5 negres cavall · d1 blanques rei | d8 blanques cavall · c7 negres cavall · e7 negres cavall · b6 blanques cavall · d6 negres rei · f6 blanques cavall · c5 negres cavall · e5 negres cavall · d1 blanques rei | d8 blanques cavall · c7 negres cavall · e7 negres cavall · b6 blanques cavall · d6 negres rei · f6 blanques cavall · c5 negres cavall · e5 negres cavall · d1 blanques rei | d8 blanques cavall · c7 negres cavall · e7 negres cavall · b6 blanques cavall · d6 negres rei · f6 blanques cavall · c5 negres cavall · e5 negres cavall · d1 blanques rei | d8 blanques cavall · c7 negres cavall · e7 negres cavall · b6 blanques cavall · d6 negres rei · f6 blanques cavall · c5 negres cavall · e5 negres cavall · d1 blanques rei | d8 blanques cavall · c7 negres cavall · e7 negres cavall · b6 blanques cavall · d6 negres rei · f6 blanques cavall · c5 negres cavall · e5 negres cavall · d1 blanques rei | 2 |
| 1 | d8 blanques cavall · c7 negres cavall · e7 negres cavall · b6 blanques cavall · d6 negres rei · f6 blanques cavall · c5 negres cavall · e5 negres cavall · d1 blanques rei | d8 blanques cavall · c7 negres cavall · e7 negres cavall · b6 blanques cavall · d6 negres rei · f6 blanques cavall · c5 negres cavall · e5 negres cavall · d1 blanques rei | d8 blanques cavall · c7 negres cavall · e7 negres cavall · b6 blanques cavall · d6 negres rei · f6 blanques cavall · c5 negres cavall · e5 negres cavall · d1 blanques rei | d8 blanques cavall · c7 negres cavall · e7 negres cavall · b6 blanques cavall · d6 negres rei · f6 blanques cavall · c5 negres cavall · e5 negres cavall · d1 blanques rei | d8 blanques cavall · c7 negres cavall · e7 negres cavall · b6 blanques cavall · d6 negres rei · f6 blanques cavall · c5 negres cavall · e5 negres cavall · d1 blanques rei | d8 blanques cavall · c7 negres cavall · e7 negres cavall · b6 blanques cavall · d6 negres rei · f6 blanques cavall · c5 negres cavall · e5 negres cavall · d1 blanques rei | d8 blanques cavall · c7 negres cavall · e7 negres cavall · b6 blanques cavall · d6 negres rei · f6 blanques cavall · c5 negres cavall · e5 negres cavall · d1 blanques rei | d8 blanques cavall · c7 negres cavall · e7 negres cavall · b6 blanques cavall · d6 negres rei · f6 blanques cavall · c5 negres cavall · e5 negres cavall · d1 blanques rei | 1 |
|   | a | b | c | d | e | f | g | h |   |

### Altres activitats d'escacs i hobbies
Un dels hobbies de Nadanian a més de la lectura, veure concerts de piano i escriure aforismes és la composició d'escacs. El seu primer puzzle va aparèixer el 1986 i des de llavors ha compost una cinquantena d'estudis i puzzles, dels quals considera que només són bons deu o dotze. Està especialment atret pels problemes, on en una posició final les blanques guanyen amb només un rei i cavalls.
Mentre que dos cavalls no poden obligar a fer escac i mat contra un rei solitari, sí que ho poden fer en alguns casos excepcionals, quan el defensor té peons o altres peces. Aquesta idea es veu més clarament en el gran problema original de Nadanian amb set cavalls (veure diagrama). El desembre de 2009, ChessBase va publicar tres dels puzzles de Nadaniana al "tema cavalls", anomenant-lo "un compositor d'escacs hipofil".
Nadanian és un col·leccionista de llibres d'escacs, té una llibreria privada de més de mil volums.
També juga a escacs per correspondència.

### Família
Nadanian viu a Erevan. Es va casar amb Evelina Zakharian el 1999, i varen tenir una filla, la Kiti (nascuda el 2004 a Moscou), i un fill, en Vigen (nascut el 2010 a Singapur). Quan se li va preguntar en una entrevista si ser pare ha afectat negativament la seva carrera, Nadanian va replicar, "No ho sé, però fins i tot si fos cert, mai ho sentiré. Kiti i Vigen són més importants per a mi que tots els èxits d'escacs junts."

### Relacions
A la mateixa entrevista Nadanian va dir que té "perfectes relacions amb pràcticament tots els grans jugadors armenis", i va destacar Levon Aronian, Gabriel Sargissian, Ara Minasian, Varuzhan Akobian i Andranik Matikozian. Nadanian també va dir que durant el torneig de Linares de 1998 el seu amic Levon Aronian va fer broma dient que Nadanian odia menjar gat. Quan el 2004, Nadanian va anomenar la seva filla Kiti, Aronian li va replicar, "Veus? Et vaig dir que era 'Whiskas'!"

## Partides notables

### Nadanian–Sakaev, ICC 2001
La partida va ser jugada entre Nadanian (blanques) i l'ex-campió rus, Konstantín Sakàiev (negres) a Internet Chess Club el 2001. Va ser anotada per Tibor Karolyi en el seu llibre Genius in the Background (2009) i per Lubomir Kavalek a The Washington Post el 4 de gener 2010:
1.d4 Cf6 2.c4 g6 3.Cc3 d5 4.cxd5 Cxd5 5.Ca4 La variant Nadanian. Les blanques prevenen c7–c5 i amenacen 6.e4. 5...Ag7 6.e4 Cb6 7.Ae3 0-0 8.Cf3 f5?! Això debilita flanc de rei. 9.exf5 gxf5 10.Cxb6 axb6 11.Ac4+ Rh8? De nou un altre error; 11...e6 és correcte. 12.Cg5! Obre la diagonal per a la dama per arribar a la columna h. 12...De8 13.Af7!! Kavalek va escriure, "Una desviació impactant que permet a la dama de les blanques afegir-se a l'atac." 13...Txf7 14.Dh5 Rg8 Després de 14...Af6 15.Cxf7+ Rg7 16.Dh6+! Rxf7 17.Dh5+ Rf8 18.Ah6+ i les blanques guanyen. 15.Dxh7+ Rf8 16.Re6+!! Karolyi va escriure, "Això és un veritable tret ferotge". 16...Axe6 17.Ah6! les negres no tenen defensa contra 18.Dh8 escac i mat. 1–0
Karolyi va proclamar, "Un exemple especialment cridaner per demostrar el brillant joc d'atac d'Aixot."

### Wu Shaobin–Nadanian, Singapur 2006
La següent partida es va jugar entre l'exmembre de l'equip olímpic de la Xina, el GM Wu Shaobin (blanques) i Nadanian (negres) a Singapur el 2006:
1.d4 Cf6 2.c4 e5 3.dxe5 Cg4 4.Cf3 Ac5 5.e3 Cc6 6.Ae2 Ccxe5 7.Cxe5 Cxe5 8.0-0 0-0 9.b3 Te8 10.Ab2 a5 pla ben conegut en aquesta posició, introduït pel IM Dolfi Drimer el 1968, amb la qual les negres desenvolupen la torre a8 al llarg de la sisena fila fent servir la maniobra de la torre del gambit Budapest Ta8–a6–h6. Nadanian avença l'avançament del peó a7–a5 "el soul del gambit Budapest". 11.Cc3 Ta6 12.Ce4 Aa7 13.Cg3 Dh4 14.Cf5 Dg5!? que va ser una novetat. Abans s'havia jugat 14...De4. 15.Cd4 Tg6 16.g3 d5?! 18...Dh6 era més forta. 17.cxd5? Les blanques hauria d'haver jugat 17.Cb5! 17...Ah3! 18.Te1 Cg4 19.Cf3 Dxe3! Karolyi va escriure, "Això demostra l'agressió i enginy com Kaspàrov." 20.Ad4 Dxf2+!! 21.Axf2 Axf2+ 22.Rh1 Ab6 23.Db1? Les blanques haurien d'haver-se defensat amb 23.Tf1! Després de 23...Ce3 24.Dd3 Ag2+ 25.Rg1 Ah3 Blanques poden repetir els moviments amb 26.Rh1, o intentar 26.Cd4. 23...Cf2+ 24.Rg1 Tf6! Les negres tenen temps per incrementar la pressió. 25.b4! si 25.Dc2?, llavors 25...Cg4+ 26.Rh1 Ag2+! guanyant la dama. 25...a4! Però no 25...Txf3? 26.bxa5 26.Cg5 Cg4+! 27.Rh1 Ag2+!! "Aquest és un moviment meravellós, i que ha d'haver estat una emoció de jugar-la." (Karolyi). 28.Rxg2 Tf2+ 29.Rh3 Txh2+ 30.Rxg4 h5+ 31.Rf4 Ae3+ 0–1

## Llibres
- Nadanian, Aixot. Мои шахматы (en rus).  Дюаль, 2013. ISBN 978-99941-2-910-2.